# Sveriges folkskollärarinneförbund
Sveriges Folkskollärarinneförbund var en svensk intresseorganisation som bildades 1906.

## Historik
Sveriges Folkskollärarinneförbund bildades 1906 som en utbrytning ur Sveriges allmänna folkskollärareförening. Den direkta anledningen var dåvarande ecklesiastikminister Fridtjuv Bergs löneproposition, vilken slog fast att kvinnliga folkskollärare skulle ha sämre lön än manliga. Från det att kvinnor kunde börja undervisa i folkskolan på 1860-talet, hade de haft samma lön som männen. Den nybildade riksorganisationen skulle tillvarata folkskolelärarinnornas intressen genom att verka för att lika utbildning och lika arbete skulle ge lika lön. Förbundet kom under sina år att bland annat samarbeta med Fredrika Bremerförbundet, Föreningen för kvinnans politiska rösträtt (FKPR) och De kvinnliga kårsammanslutningarnas centralråd. Under åren 1914–1956 hade förbundet en tidning som gavs ut. Förbundet gick samman med Sveriges folkskollärarförbund 1963 och bildade Sveriges Lärarförbund.

## Ordförande
- 1932–1941 Frida Härner
- 1941–1947 Hildur Nygren